# Иван Бандаловски
Иван Георгиев Бандаловски (Софија, 23. новембар 1986) је бугарски фудбалер који игра на позицији десног бека. Од јануара 2015. па до јула 2016. наступао је за Партизан.

## Трофеји

### Литекс
- Куп Бугарске (1) : 2007/08.

### Партизан
- Суперлига Србије (1) : 2014/15.
- Куп Србије (1) : 2015/16.